# Drenagem ácida de minas
Drenagem ácida de minas (DAM) é a solução aquosa e ácida gerada quando minerais sulfetados presentes em resíduos de mineração (rejeito ou estéril) são oxidados em presença de água. Trata-se de um dos mais graves impactos ambientais associados à atividade de mineração.
Esta solução age como agente lixiviante dos minerais presentes no resíduo, produzindo um percolado rico em metais dissolvidos e ácido sulfúrico. Caso o percolado alcance corpos hídricos próximos há possibilidade de contaminação, tornando-os impróprios para o uso por um longo tempo, mesmo após cessada as atividades de mineração. A DAM pode ocorrer quando o mineral ou metal de interesse nas operações de lavra encontra-se associado a sulfetos. A ocorrência de DAM tem sido relatada na extração de ouro, carvão, cobre, zinco, urânio, entre outros, bem como na disposição inadequada dos resíduos destas operações. Evitar que as superfícies de rejeitos e/ou estéreis que contém minerais sulfetados fiquem expostas à condições oxidantes em presença de água é fundamental para a prevenção e minimização da DAM.
A oxidação dos sulfetos e consequente acidificação das águas que percolam as áreas de disposição de resíduos é, inicialmente, uma reação de cinética lenta. Pode, entretanto, ser catalisada por processos microbiológicos que atuam principalmente quando o pH da água atinge valores inferiores a 3,5.
O ácido produzido durante a oxidação dos sulfetos pode ser consumido em reações com outros componentes naturais presentes no resíduo, tais como os carbonatos e aluminossilicatos. A matéria orgânica, eventualmente presente nos estéreis e rejeitos de mineração, tem também potencial para retardar a DAM. Além de competir com os sulfetos pelo consumo de oxigênio, a matéria orgânica, ao se oxidar, produz gás carbônico (CO2), que expulsa o oxigênio dos poros do resíduo. A reduzida precipitação pluviométrica é também um fator inibidor da DAM.
De forma simplificada e tomando como exemplo de mineral sulfetado a pirita, o processo de geração de DAM pode ser representado pela equação:
4 FeS2 + 15 O2 + 14 H2O = 4Fe(OH)3 + 8 H2SO4            (1)	
A pirita pode também ser oxidada pela ação do ion férrico (Fe3+) em solução em um processo denominado oxidação indireta. Trata-se de uma reação rápida, desde que exista Fe3+ em concentração suficiente (Singer e Stumm, 1970).  A concentração de ions férricos em solução, por sua vez, depende do pH e da ação de bactérias, especialmente as do tipo Thiobacillus Ferrooxidans. Estas podem acelerar a produção de Fe3+  a partir de Fe2+ em mais de cinco vezes em relação aos sistemas puramente abióticos, favorecendo portanto a geração de DAM.
O  tratamento  de  efluentes  ácidos  característicos  da  DAM envolve  a  neutralização  da  acidez  e  consequente precipitação  e imobilização das   espécies  dissolvidas. Em alternativa ou complemento a estes, são empregados os denominados sistemas passivos de tratamento  de  efluentes. Nos sistemas  passivos os contaminantes presentes nos efluentes líquidos são imobilizados em dispositivos estacionários (áreas inundadas, poços, canais, drenos) pela reação com a gentes neutralizantes   (sistemas passivos abióticos) ou   biomassa (sistemas passivos bióticos).
A discussão da gestão de resíduos e da geração de drenagens ácidas  em  mineração  exige  o  exame  aprofundado  de  aspectos geotécnicos,  hidrológicos,  hidrogeológicos,  climáticos,  fisico-químicos,  químicos,  microbiológicos,  econômicos, ambientais, entre  outros.